# Museum des Liptauer Dorfes Pribylina
Das Museum des Liptauer Dorfes Pribylina (slowakisch Múzeum liptovskej dediny Pribylina) ist ein Freilichtmuseum in der nördlichen Slowakei bei Pribylina am Fuß der Hohen Tatra. Aufgebaut wurden vor allem Gebäude aus Dörfern, die durch den Bau der Talsperre Liptovská Mara überflutet worden sind, insbesondere aus Liptovská Mara. Organisatorisch gehört das Dorfmuseum Liptov zum Liptauer Museum (slowakisch Liptovské múzeum) mit Sitz in Ružomberok.

## Beschreibung

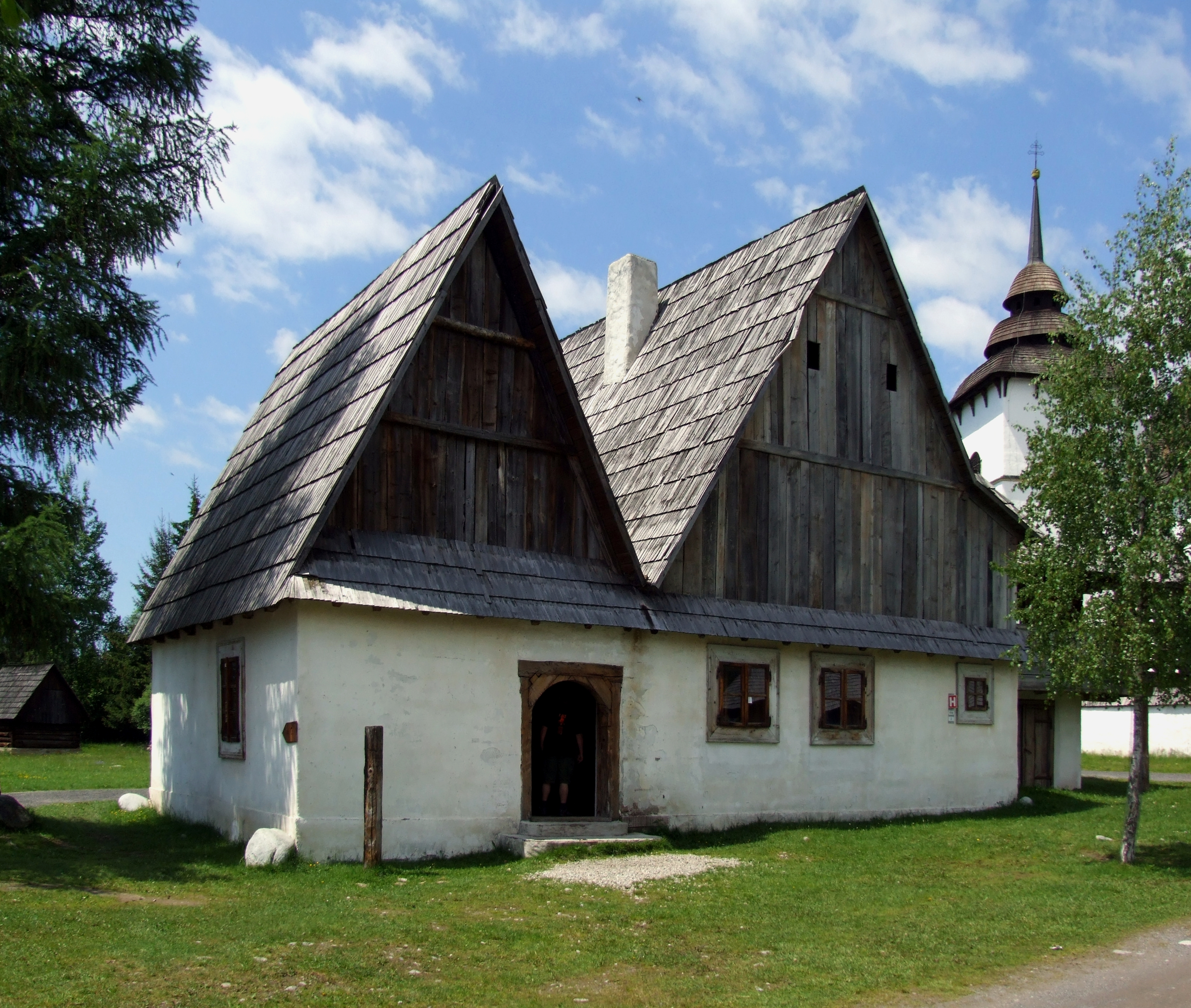
Gasthaus aus Čachtické Podhradie

Das Museum wurde 1991 eröffnet. Die bedeutendsten Gebäude sind die frühgotische Kirche aus dem vom Stausee überfluteten Dorf Liptovská Mara und ein Herrenhaus mit Bauelementen aus der Gotik und der Renaissance aus Liptovská Mara. Das größte Holzgebäude ist ein Gasthaus. Weitere Objekte, die für das Leben der Dorfbewohner typisch waren, sind ein weiteres Wirtshaus, eine Schule, die Feuerwehr, ein Geschäft und mehrere Kirchen.
Seit 2004 gibt es eine Ausstellung mit Fahrzeugen der ehemaligen schmalspurigen Waldbahn Považská lesná železnica, die von 1921 bis 1972 entlang der Schwarzen Waag fuhr. Derzeit gibt es im Museum nur wenige hundert Meter Gleise. Es ist geplant, im Museum wieder eine befahrbare Strecke aufzubauen.
Das Museum züchtet regionale Haustiere, insbesondere Huzule-Pferde.

## Galerie

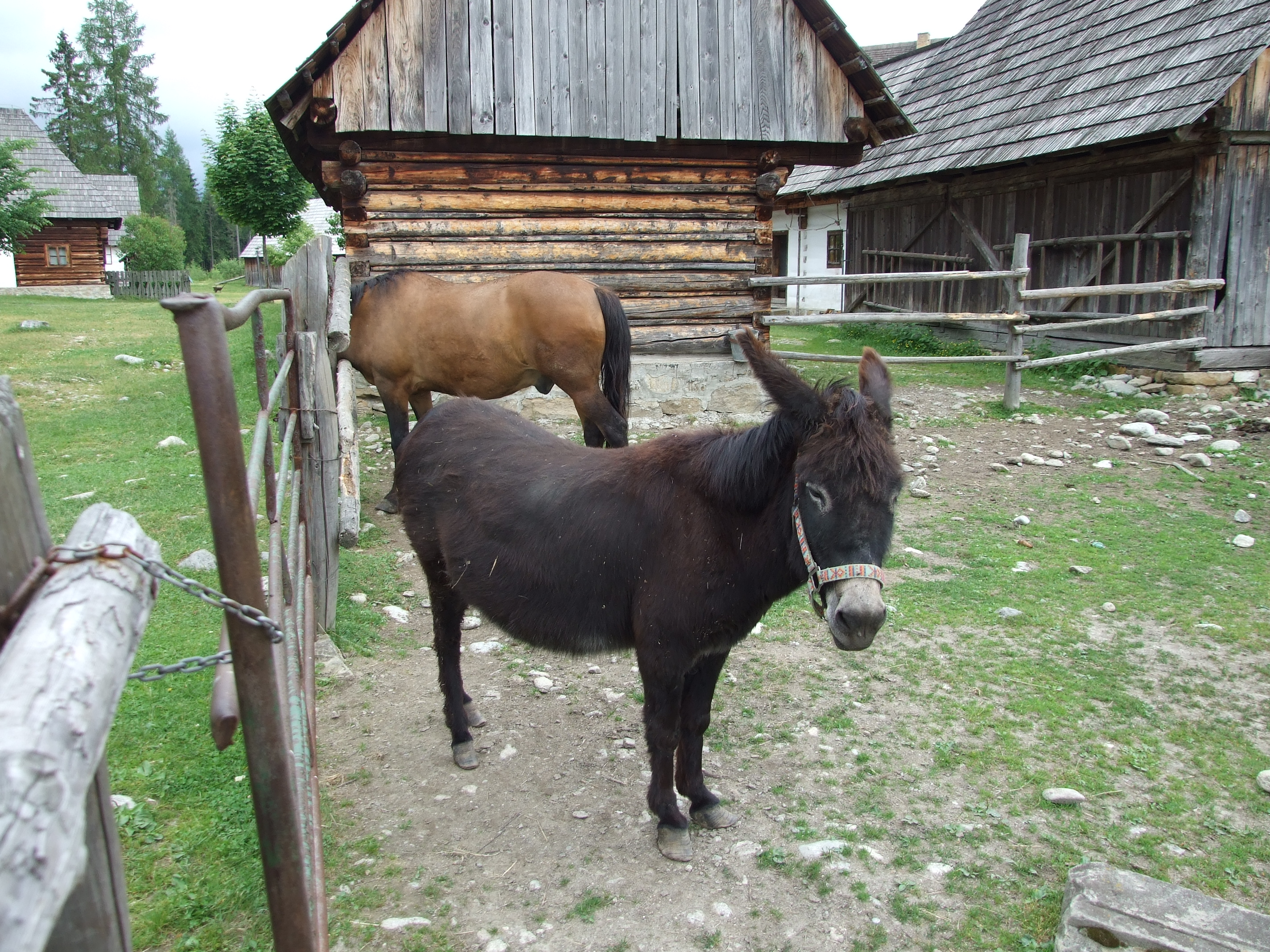
Huzule Pferdezucht
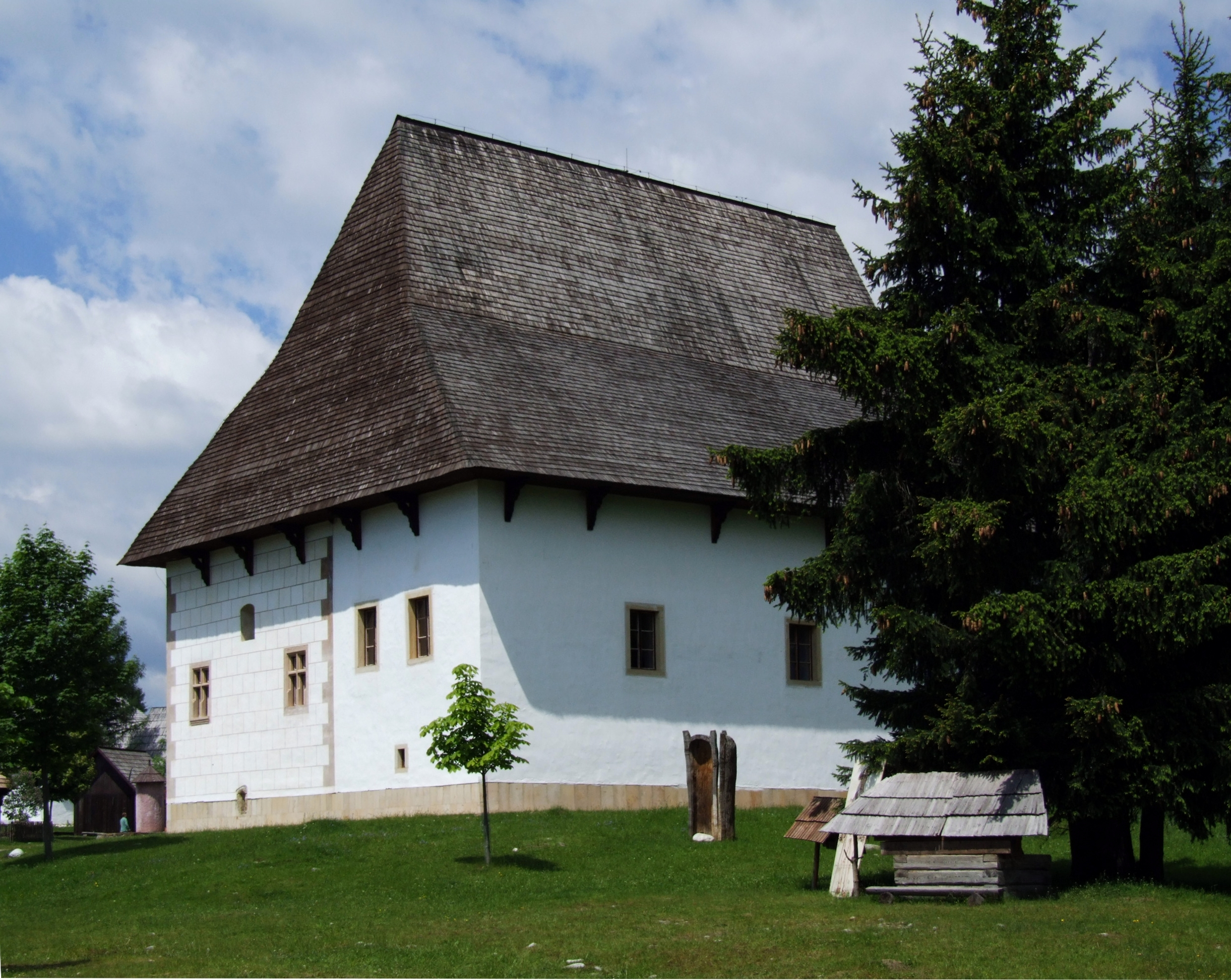
Gericht
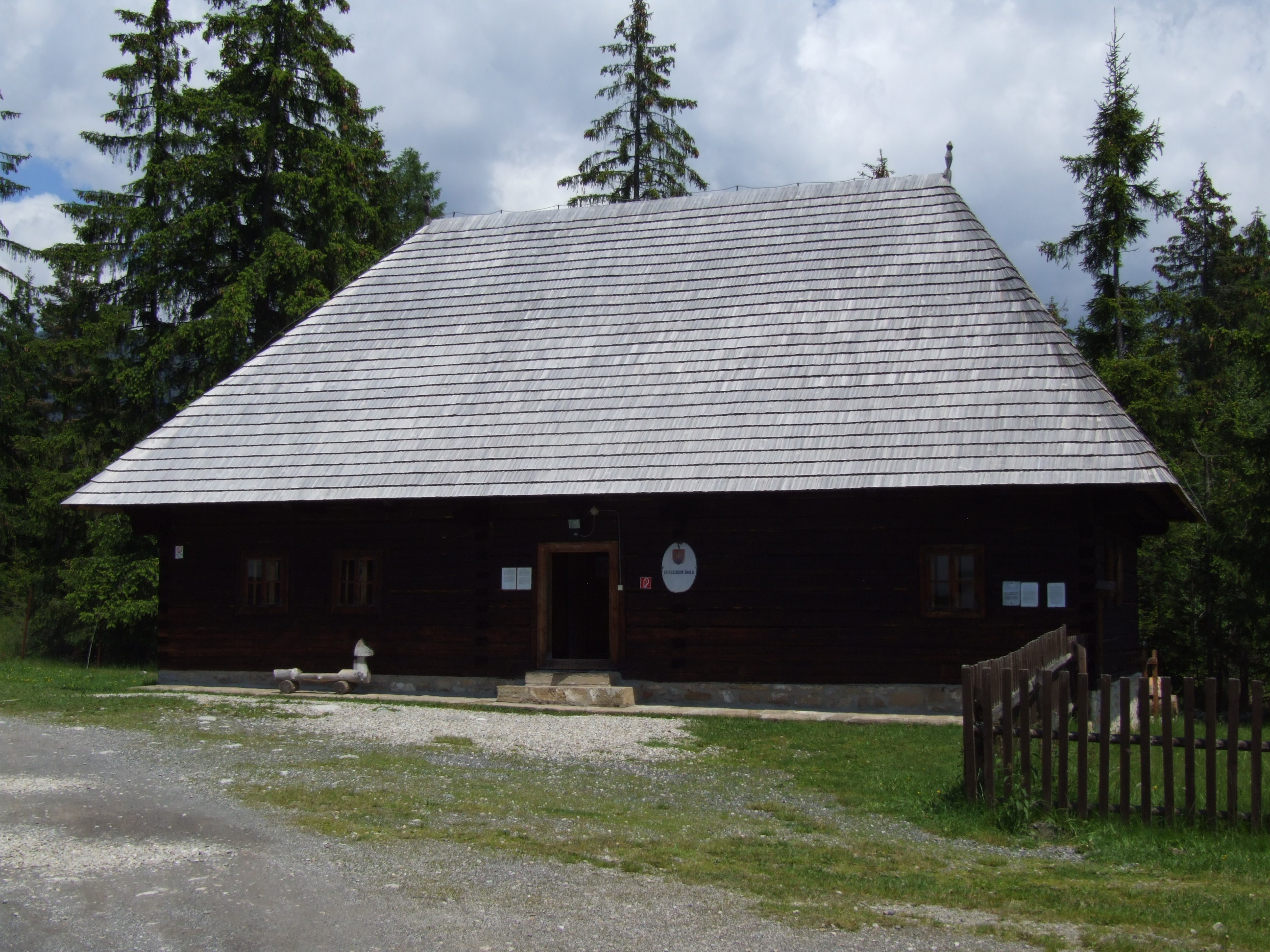
Schule
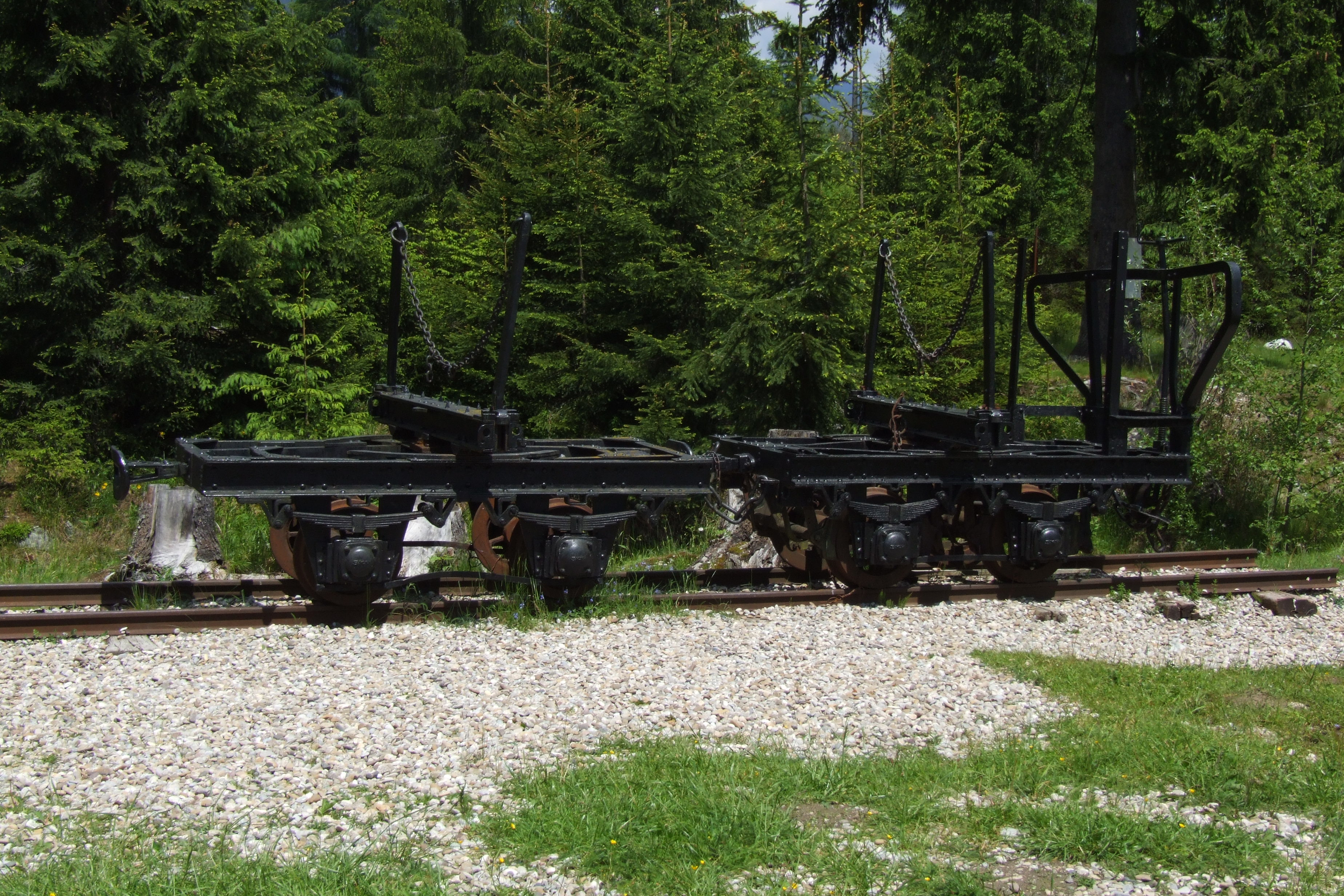
Wagen der Waldbahn